# Procecidochares atra
Procecidochares atra är en tvåvingeart som först beskrevs av Friedrich Hermann Loew 1862.  Procecidochares atra ingår i släktet Procecidochares och familjen borrflugor. Inga underarter finns listade i Catalogue of Life.

## Bildgalleri

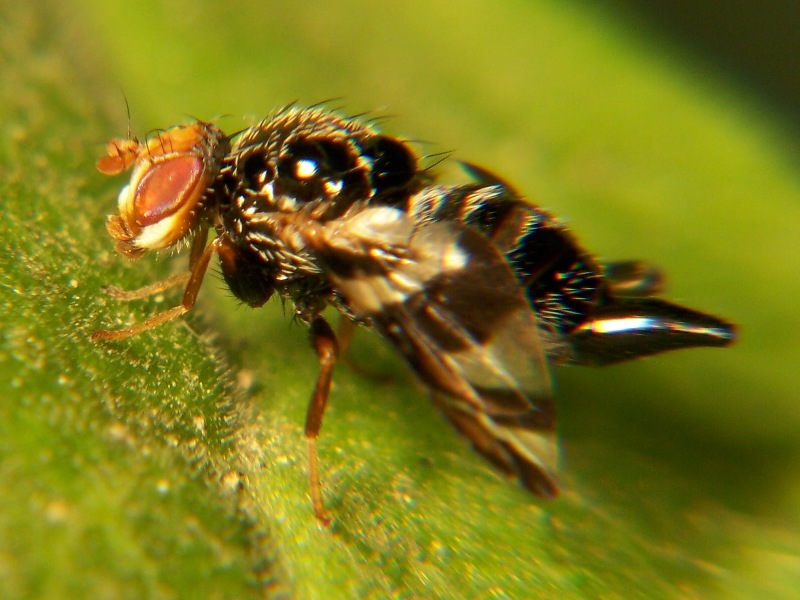